# Electric Cell-Substrate Impedance Sensing
Electric Cell-Substrate Impedance Sensing oder kurz ECIS bezeichnet eine sehr breit einsetzbare wissenschaftliche Methode zur Untersuchung lebender tierischer Zellen in vitro, d. h. außerhalb eines lebenden Organismus in einer kontrollierbaren Laborumgebung.
Das Verfahren basiert darauf, die Zellen auf einer flachen Goldfilm-Elektrode aufwachsen zu lassen, die sich auf dem Boden einer Kulturschale (z. B. Petrischale) befindet. Der Wechselstromwiderstand (Impedanz) der zellbedeckten Elektrode wird bei einer oder bei mehreren Frequenzen als Funktion der Zeit gemessen. Da die Zellen sich aufgrund der isolierenden Eigenschaften ihrer Plasmamembran wie dielektrische Partikel verhalten, wird mit zunehmendem Bewuchs der Elektrode die Impedanz zunehmen, bis sich eine kontinuierliche Zellschicht gebildet hat. In kontinuierlichen Zellschichten wird die gemessene Impedanz der zellbedeckten Elektrode maßgeblich durch die Zellform bestimmt. Ändert sich die Zellform infolge eines externen Stimulus, so ändern sich die Stromwege um und durch die Zelle, so dass die gemessene Impedanz sich entsprechend verändert. Durch zeitaufgelöste Impedanzmessung können somit Zellform-Änderungen zeitaufgelöst und in submikroskopischer Auflösung verfolgt und für bioanalytische Zwecke genutzt werden.
Da die dreidimensionale Form tierischer Zellen mit hoher Sensitivität auf Veränderungen im Stoffwechsel oder eine chemische, biologische oder physikalische Beeinflussung reagiert, wird das ECIS-Verfahren in einer Vielzahl von Anwendungen in zellbiologisch ausgerichteten biomedizinischen Labors eingesetzt. Es kann zum Wirkstoff- und Cytotoxizitätsscreening genutzt werden oder um die Adhäsion tierischer Zellen an den Untergrund zu untersuchen.